# 海斯滕巴赫
海斯滕巴赫是德国莱茵兰-普法尔茨州的一个市镇。总面积5.27平方公里，总人口1088人，其中男性519人，女性569人（2011年12月31日），人口密度206人/平方公里。